# Impatiens podocarpa
Impatiens podocarpa är en balsaminväxtart som beskrevs av Joseph Dalton Hooker. Impatiens podocarpa ingår i släktet balsaminer, och familjen balsaminväxter. Inga underarter finns listade i Catalogue of Life.